# Protorthemis coronata
Protorthemis coronata – gatunek ważki z rodziny ważkowatych (Libellulidae).